# Klaus Augenthaler
Klaus Augenthaler (Fürstenzell, Alemania Occidental, 26 de septiembre de 1957) es un exfutbolista alemán. Jugó de defensa central, y su primer y único club fue el Bayern Múnich, en el que permaneció hasta su retirada en 1991. En su palmarés tiene siete Bundesligas, tres Copas alemanas y tres Supercopas. Con la selección jugó 27 partidos y alcanzó la gloria al ganar el mundial de Italia 1990.
Fue un defensa ordenado y rápido en los quites, con gran disciplina táctica y don de mando. Se retiró en 1991 en el club de su vida, el Bayern. Es un ejemplo de lo que los ingleses llaman "One Club Man", ya que siempre jugó en el Bayern.
Con la Selección de Fútbol de Alemania Occidental participó en los Mundiales de México 1986 e Italia 1990, jugando un total de 27 partidos entre 1983-1990.
El 9 de mayo de 1992 Klaus Augenthaler colgó las botas (se retiró) en un amistoso contra la Juventus de Turín.
Después inició una carrera de entrenador que empezó en las categorías inferiores del Bayern y entrenó a varios equipos alemanes, entre los más prestigiosos están el Bayer Leverkusen y el Wolfsburgo.
En 2005 fue nombrado como miembro del once ideal de todos los tiempos del Bayern Múnich.

## Trayectoria

### Como jugador
Augenthaler jugó generalmente en el puesto de defensor central o, especialmente en la última parte de su carrera, líbero. En sus años con el Bayern Múnich, ganó el título de la Bundesliga siete veces, la DFB-Pokal tres veces y la DFL Supercup también en tres ocasiones. En la Copa de Europa fue subcampeón en 1982, contra el Aston Villa (0-1) y nuevamente en 1987, aunque se perdió la final debido a una suspensión, cuando el Bayern perdió 2-1 ante el FC Porto.
Desde 1984 hasta el final de su carrera como jugador en 1991, Augenthaler también fue el capitán de su equipo. Jugó 404 partidos de la Bundesliga e hizo 89 apariciones en competiciones de copas europeas para el Bayern.
Entre 1983 y 1990 jugó 27 veces para Alemania Occidental, con la que ganó la Copa Mundial de 1990 en Italia en la final contra Argentina (1-0). También formó parte del equipo que llegó a la final de la Copa Mundial de 1986, pero allí solo participó en dos partidos de fase de grupos.

### Como entrenador

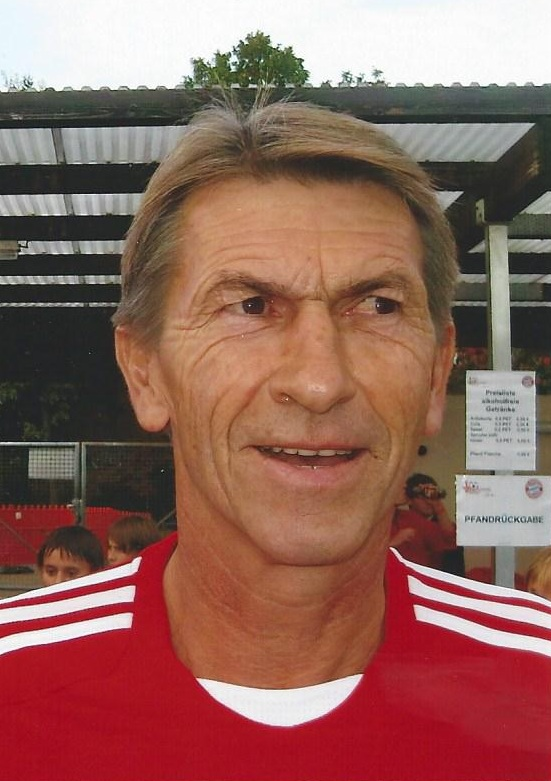
Klaus Augenthaler como entrenador en 2009

Su carrera directiva comenzó como entrenador asistente del Bayern Múnich, con los entrenadores Søren Lerby, Erich Ribbeck, Franz Beckenbauer, Giovanni Trapattoni y Otto Rehhagel. Dirigió el último partido de la temporada 1995-96 contra Fortuna Düsseldorf. Desde allí  pasó a convertirse en entrenador en jefe del equipo austríaco Grazer AK desde 1997 hasta 2000, llevándolo a dos excelentes terceros puestos.
En las vacaciones de invierno de 1999-2000 dejó el Graz y se hizo cargo del 1. F. C. Núremberg el 2 de marzo de 2000, por entonces en la segunda división, lo que los llevó a la promoción.
El 29 de abril de 2003, Nürnberg despidió a Augenthaler, ya que el club enfrentaba el descenso. Tomó las riendas en el Bayer Leverkusen en mayo de 2003. Logró salvar al club del descenso y se quedó allí hasta septiembre de 2005.
En diciembre de ese mismo año, fue contratado por el VfL Wolfsburgo. Su tiempo sin distinción allí terminó poco antes del final de la temporada 2006-07. El 23 de marzo de 2010, firmó un contrato de medio año con el SpVgg Unterhaching y reemplazando a Matthias Lust. Su contrato se dio por terminado el 3 de junio de 2011. Augenthaler rechazó las ofertas contractuales de China y Turquía por falta de interés. Se ha postulado para convertirse en entrenador del 1860 Múnich. Dijo; "los "Sechzig o Hamburgo me atraen".

## Selección nacional
Debutó con la Selección de Fútbol de Alemania Occidental el 5 de octubre de 1983, participó en los Mundiales de México 1986 e Italia 1990, donde terminó subcampeón y campeón, respectivamente. Jugó un total de 27 partidos entre 1983 y 1990.

### Participaciones en Copas del Mundo
| Mundial                        | Sede   | Resultado  |
| ------------------------------ | ------ | ---------- |
| Copa Mundial de Fútbol de 1986 | México | Subcampeón |
| Copa Mundial de Fútbol de 1990 | Italia | Campeón    |

## Clubes

### Como jugador
| Club          | País     | Año       |
| ------------- | -------- | --------- |
| Bayern Múnich | Alemania | 1975-1991 |

### Como entrenador
| Club                 | País     | Año                  |
| -------------------- | -------- | -------------------- |
| Bayern Múnich sub-19 | Alemania | 1991-1992            |
| Bayern Múnich        | Alemania | 1992-1997 (2do ent.) |
| Bayern Múnich        | Alemania | 1995-1996 (Interino) |
| Grazer AK            | Austria  | 1997-2000            |
| 1. F. C. Núremberg   | Alemania | 2000-2003            |
| Bayer Leverkusen     | Alemania | 2003-2005            |
| VfL Wolfsburgo       | Alemania | 2005-2007            |
| SpVgg Unterhaching   | Alemania | 2010-2011            |

## Palmarés

### Campeonatos nacionales
| Título                | Club             | País     | Año     |
| --------------------- | ---------------- | -------- | ------- |
| 1. Bundesliga         | Bayern de Múnich | Alemania | 1979–80 |
| 1. Bundesliga         | Bayern de Múnich | Alemania | 1980–81 |
| Copa de Alemania      | Bayern de Múnich | Alemania | 1981-82 |
| Supercopa de Alemania | Bayern de Múnich | Alemania | 1982    |
| Copa de Alemania      | Bayern de Múnich | Alemania | 1983-84 |
| 1. Bundesliga         | Bayern de Múnich | Alemania | 1984–85 |
| 1. Bundesliga         | Bayern de Múnich | Alemania | 1985–86 |
| Copa de Alemania      | Bayern de Múnich | Alemania | 1985-86 |
| 1. Bundesliga         | Bayern de Múnich | Alemania | 1986–87 |
| Supercopa de Alemania | Bayern de Múnich | Alemania | 1987    |
| 1. Bundesliga         | Bayern de Múnich | Alemania | 1988–89 |
| 1. Bundesliga         | Bayern de Múnich | Alemania | 1989–90 |
| Supercopa de Alemania | Bayern de Múnich | Alemania | 1990    |

### Campeonatos internacionales
| Título                 | Club     | Sede   | Año  |
| ---------------------- | -------- | ------ | ---- |
| Copa Mundial de Fútbol | Alemania | Italia | 1990 |